# Seznam vrcholů v Nízkém Jeseníku

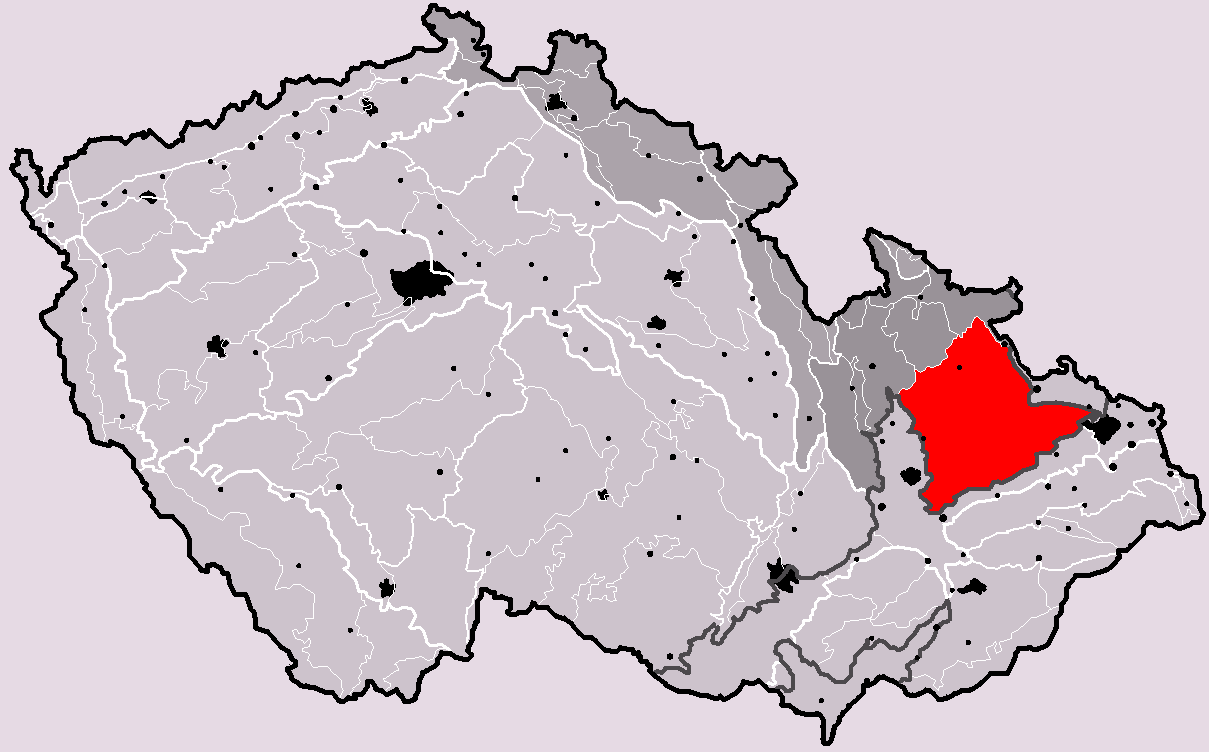
Nízký Jeseník na mapě České republiky

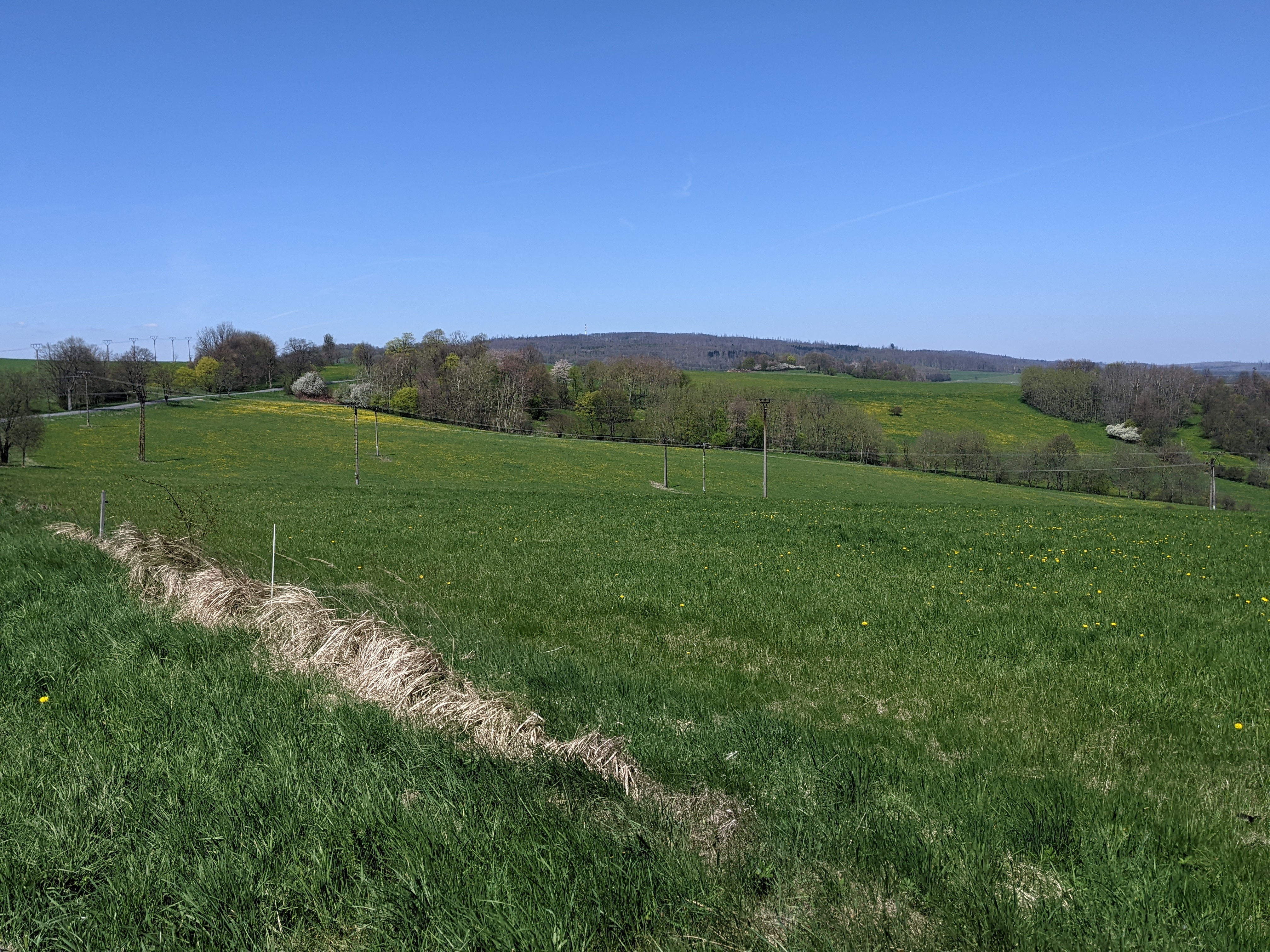
Slunečná (802 m)

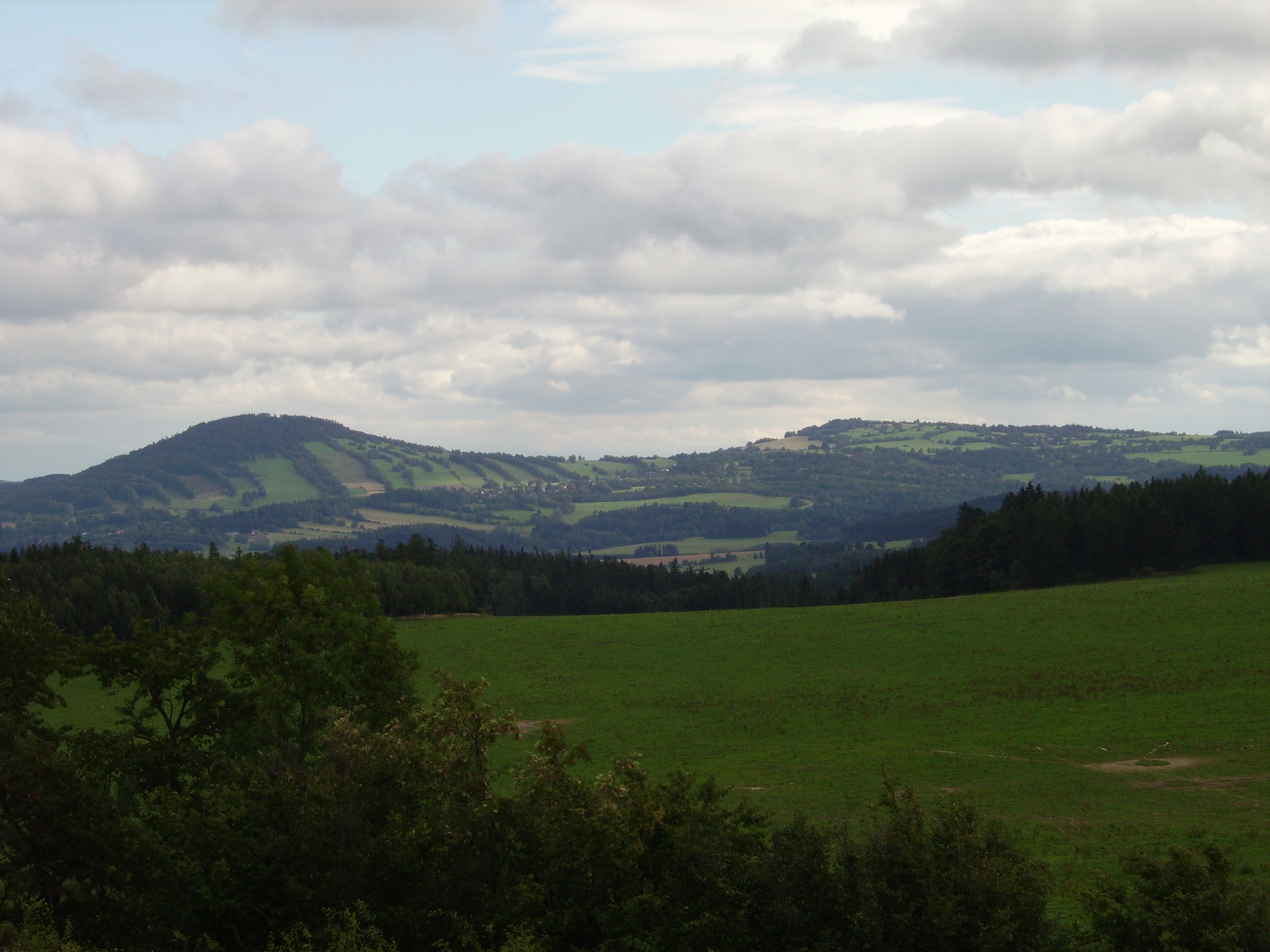
Velký Roudný (vlevo, 781 m) a Malý Roudný (vpravo, 771 m)

Seznam vrcholů v Nízkém Jeseníku obsahuje pojmenované jesenické vrcholy s nadmořskou výškou nad 700 m a dále všechny vrcholy s prominencí (relativní výškou) nad 100 m. Seznam je založen na údajích dostupných na stránkách Mapy.cz a ze základních topografických map ČR vydávaných Zeměměřickým úřadem. Jako hranice pohoří byla uvažována hranice stejnojmenného geomorfologického celku.

## Seznam vrcholů podle výšky
Seznam vrcholů podle výšky obsahuje všechny pojmenované vrcholy s nadmořskou výškou nad 700 m. Celkem jich je 33. Nejvyšší horou je Slunečná vysoká 802 m, která se nachází v geomorfologickém okrsku Slunečná vrchovina.
| #   | Vrchol             | Výška m n. m. | Souřadnice                       | Okrsek                   | Přístup                                             |
| --- | ------------------ | ------------- | -------------------------------- | ------------------------ | --------------------------------------------------- |
| 1.  | Slunečná           | 802           | 49°50′22″ s. š., 17°25′48″ v. d. | Slunečná vrchovina       | červená turistická značka · modrá turistická značka |
| 2.  | Pastviny           | 790           | 49°58′17″ s. š., 17°16′42″ v. d. | Moravická vrchovina      | neznačeno                                           |
| 3.  | Velký Roudný       | 781           | 49°53′28″ s. š., 17°31′25″ v. d. | Roudenská vrchovina      | zelená turistická značka · naučná turistická značka |
| 4.  | Kamenná hůrka      | 779           | 50°04′53″ s. š., 17°24′48″ v. d. | Světlohorská vrchovina   | neznačeno                                           |
| 5.  | Malý Roudný        | 771           | 49°52′50″ s. š., 17°30′26″ v. d. | Roudenská vrchovina      | naučná turistická značka                            |
| 6.  | Ptáčník            | 768           | 49°58′08″ s. š., 17°13′36″ v. d. | Břidličenská pahorkatina | neznačeno                                           |
| 7.  | Rychtář            | 753           | 49°51′49″ s. š., 17°26′19″ v. d. | Slunečná vrchovina       | neznačeno                                           |
| 8.  | Červená hora       | 749           | 49°46′37″ s. š., 17°32′28″ v. d. | Červenohorská vrchovina  | modrá turistická značka                             |
| 9.  | Bedřichova hora    | 746           | 50°07′59″ s. š., 17°29′56″ v. d. | Krasovská vrchovina      | neznačeno                                           |
| 10. | Nad alejí          | 743           | 50°08′19″ s. š., 17°30′19″ v. d. | Krasovská vrchovina      | neznačeno                                           |
| 11. | Moravická hora     | 743           | 49°57′52″ s. š., 17°17′55″ v. d. | Moravická vrchovina      | neznačeno                                           |
| 12. | Kamenec            | 737           | 49°52′38″ s. š., 17°26′32″ v. d. | Slunečná vrchovina       | neznačeno                                           |
| 13. | Strážná            | 730           | 50°07′40″ s. š., 17°29′28″ v. d. | Krasovská vrchovina      | neznačeno                                           |
| 14. | Polomy             | 725           | 50°06′44″ s. š., 17°30′28″ v. d. | Krasovská vrchovina      | neznačeno                                           |
| 15. | Stránský vrch      | 725           | 49°53′14″ s. š., 17°18′48″ v. d. | Břidličenská pahorkatina | neznačeno                                           |
| 16. | Na kopci           | 721           | 50°00′38″ s. š., 17°21′35″ v. d. | Břidličenská pahorkatina | neznačeno                                           |
| 17. | Smrčiny            | 720           | 49°58′29″ s. š., 17°20′29″ v. d. | Břidličenská pahorkatina | neznačeno                                           |
| 18. | Karlova hora       | 717           | 50°09′31″ s. š., 17°32′00″ v. d. | Krasovská vrchovina      | neznačeno                                           |
| 19. | Zadní vrch         | 713           | 49°57′06″ s. š., 17°31′53″ v. d. | Razovská vrchovina       | neznačeno                                           |
| 20. | V koleně           | 713           | 50°05′29″ s. š., 17°24′44″ v. d. | Světlohorská vrchovina   | neznačeno                                           |
| 21. | Stránský vrch      | 710           | 49°52′55″ s. š., 17°20′05″ v. d. | Břidličenská pahorkatina | neznačeno                                           |
| 22. | Návrší             | 709           | 49°52′20″ s. š., 17°17′27″ v. d. | Břidličenská pahorkatina | neznačeno                                           |
| 23. | Kamenný vrch       | 709           | 49°50′44″ s. š., 17°22′01″ v. d. | Břidličenská pahorkatina | neznačeno                                           |
| 24. | Poutní hora        | 709           | 50°09′24″ s. š., 17°32′22″ v. d. | Krasovská vrchovina      | místnízelená turistická značka                      |
| 25. | Harrachovský kopec | 708           | 49°57′01″ s. š., 17°17′29″ v. d. | Moravická vrchovina      | neznačeno                                           |
| 26. | Pomezí             | 707           | 49°49′02″ s. š., 17°20′43″ v. d. | Břidličenská pahorkatina | žlutá turistická značka                             |
| 27. | Chlum              | 706           | 49°45′16″ s. š., 17°31′39″ v. d. | Červenohorská vrchovina  | neznačeno                                           |
| 28. | Kančí vrch         | 706           | 49°59′56″ s. š., 17°21′48″ v. d. | Břidličenská pahorkatina | neznačeno                                           |
| 29. | Na kopci           | 705           | 50°08′58″ s. š., 17°31′24″ v. d. | Krasovská vrchovina      | neznačeno                                           |
| 30. | Liščí vrch         | 704           | 49°56′49″ s. š., 17°33′27″ v. d. | Razovská vrchovina       | neznačeno                                           |
| 31. | Vysoký vrch        | 703           | 49°58′05″ s. š., 17°31′57″ v. d. | Razovská vrchovina       | neznačeno                                           |
| 32. | Tři lípy           | 703           | 49°49′45″ s. š., 17°21′46″ v. d. | Břidličenská pahorkatina | neznačeno                                           |
| 33. | Smrkový vrch       | 703           | 49°58′21″ s. š., 17°21′21″ v. d. | Břidličenská pahorkatina | neznačeno                                           |

## Seznam vrcholů podle prominence
Seznam vrcholů podle prominence obsahuje všechny jesenické vrcholy s prominencí (relativní výškou) nad 100 m bez ohledu na nadmořskou výšku. Celkem jich je 8. Nejprominentnějším vrcholem je Slunečná (168 m).
| #  | Vrchol          | Výška m n. m. | Promi- nence | Izolace (km)            | Souřadnice                       | Přístup                                             |
| -- | --------------- | ------------- | ------------ | ----------------------- | -------------------------------- | --------------------------------------------------- |
| 1. | Slunečná        | 802           | 168          | 19,1 → Dobřečovská hora | 49°50′22″ s. š., 17°25′48″ v. d. | červená turistická značka · modrá turistická značka |
| 2. | Zadní vrch      | 713           | 155          | 06,5 → Velký Roudný     | 49°57′06″ s. š., 17°31′53″ v. d. | neznačeno                                           |
| 3. | Bednářský vrch  | 592           | 124          | 02,9 → Radimský kopec   | 50°05′09″ s. š., 17°36′55″ v. d. | neznačeno                                           |
| 4. | Návrší          | 678           | 122          | 02,0 → Měděný vrch      | 49°56′14″ s. š., 17°27′37″ v. d. | neznačeno                                           |
| 5. | Bedřichova hora | 746           | 118          | 03,6 → Moravský kopec   | 50°07′59″ s. š., 17°29′56″ v. d. | neznačeno                                           |
| 6. | Červená hora    | 749           | 116          | 10,2 → Slunečná         | 49°46′37″ s. š., 17°32′38″ v. d. | modrá turistická značka                             |
| 7. | Fidlův kopec    | 680           | 114          | 14,8 → Chlum            | 49°37′14″ s. š., 17°30′19″ v. d. | neznačeno                                           |
| 8. | Velký Roudný    | 781           | 104          | 08,1 → Slunečná         | 49°53′28″ s. š., 17°31′21″ v. d. | zelená turistická značka · naučná turistická značka |